# Дніпровська міська рада
Дніпро́вська міська́ ра́да Дніпровської міської територіальної громади (до 2016 року — Дніпропетровська міська рада, до 2020 року — Дніпровська міська рада) — орган місцевого самоврядування Дніпровської міської територіальної громади Дніпровського району Дніпропетровської області.

## Населення
Розподіл населення за віком та статтю (2001):
| Стать | Всього  | До 15 років | 15-24  | 25-44   | 45-64   | 65-85  | Понад 85 |
| --- | ------- | ----------- | ------ | ------- | ------- | ------ | -------- |
| Чоловіки | 490 199 | 74 987      | 94 181 | 154 266 | 119 405 | 45 658 | 1702     |
| Жінки | 579 582 | 70 696      | 93 884 | 166 481 | 158 683 | 83 524 | 6314     |
| \| Статево-вікова піраміда \| Статево-вікова піраміда \| Статево-вікова піраміда \| \| ----------------------- \| ----------------------- \| ----------------------- \| \| Чоловіки \| Вік \| Жінки \| \| 1702 \| 85 + \| 6314 \| \| 2972 \| 80-84 \| 8295 \| \| 8289 \| 75-79 \| 20 594 \| \| 17 210 \| 70-74 \| 28 837 \| \| 17 187 \| 65-69 \| 25 798 \| \| 32 019 \| 60-64 \| 46 026 \| \| 18 934 \| 55-59 \| 26 507 \| \| 32 225 \| 50-54 \| 41 978 \| \| 36 227 \| 45-49 \| 44 172 \| \| 39 993 \| 40-44 \| 47 245 \| \| 37 284 \| 35-39 \| 41 032 \| \| 36 010 \| 30-34 \| 37 591 \| \| 40 979 \| 25-29 \| 40 613 \| \| 45 923 \| 20-24 \| 45 565 \| \| 48 258 \| 15-20 \| 48 319 \| \| 34 320 \| 10-14 \| 32 626 \| \| 22 959 \| 5-9 \| 21 373 \| \| 17 708 \| 0-4 \| 16 697 \| |         |             |        |         |         |        |          |
| Статево-вікова піраміда |         |             |        |         |         |        |          |
| Чоловіки | Вік     | Жінки       |        |         |         |        |          |
| 1702 | 85 +    | 6314        |        |         |         |        |          |
| 2972 | 80-84   | 8295        |        |         |         |        |          |
| 8289 | 75-79   | 20 594      |        |         |         |        |          |
| 17 210 | 70-74   | 28 837      |        |         |         |        |          |
| 17 187 | 65-69   | 25 798      |        |         |         |        |          |
| 32 019 | 60-64   | 46 026      |        |         |         |        |          |
| 18 934 | 55-59   | 26 507      |        |         |         |        |          |
| 32 225 | 50-54   | 41 978      |        |         |         |        |          |
| 36 227 | 45-49   | 44 172      |        |         |         |        |          |
| 39 993 | 40-44   | 47 245      |        |         |         |        |          |
| 37 284 | 35-39   | 41 032      |        |         |         |        |          |
| 36 010 | 30-34   | 37 591      |        |         |         |        |          |
| 40 979 | 25-29   | 40 613      |        |         |         |        |          |
| 45 923 | 20-24   | 45 565      |        |         |         |        |          |
| 48 258 | 15-20   | 48 319      |        |         |         |        |          |
| 34 320 | 10-14   | 32 626      |        |         |         |        |          |
| 22 959 | 5-9     | 21 373      |        |         |         |        |          |
| 17 708 | 0-4     | 16 697      |        |         |         |        |          |

## Склад ради
Після місцевих виборів 2015 р. міська рада складається з 64 депутатів та голови.
- Голова ради: Філатов Борис Альбертович
- Секретар ради: Санжара Олександр Олександрович

### Керівний склад попередніх скликань
| ПІБ                       | Основні відомості                                                                                                   | Дата обрання  | Дата звільнення |
| ------------------------- | --- | ------------- | --------------- |
| Швець Микола Антонович    | Міський голова, 06.09.1955 року народження, освіта вища                                                             | червень 1994  | березень 1998   |
| Швець Микола Антонович    | Міський голова, 06.09.1955 року народження, освіта вища                                                             | березень 1998 | 27.04.1999      |
| Куліченко Іван Іванович   | Міський голова, 07.07.1955 року народження, освіта вища, в.о. міського голови                                       | 1999          | 2000            |
| Куліченко Іван Іванович   | Міський голова, 07.07.1955 року народження, освіта вища                                                             | 2000          | 2002            |
| Куліченко Іван Іванович   | Міський голова, 07.07.1955 року народження, освіта вища                                                             | 2002          | 2006            |
| Куліченко Іван Іванович   | Міський голова, 07.07.1955 року народження, освіта вища, безпартійний                                               | 26.03.2006    | 31.10.2010      |
| Куліченко Іван Іванович   | Міський голова, 07.07.1955 року народження, освіта вища, член Партії регіонів                                       | 31.10.2010    | 26.10.2014      |
| Філатов Борис Альбертович | Міський голова, 1972 року народження, освіта вища, член політичної партії «Українське Об'єднання патріотів — УКРОП» | 15.11.2015    |                 |

Примітка: таблиця складена за даними сайту Верховної Ради України та ЦВК

### Склад міської ради 2015—2020 років
За результатами місцевих виборів 2015 року депутатами ради стали:

#### За суб'єктами висування
| Суб'єкт висування                                          | Кількість обраних депутатів |  |
| ---------------------------------------------------------- | --------------------------- |  |
| Політична партія «Опозиційний блок»                        | 25                          |  |
| Політична партія «Українське Об'єднання патріотів — УКРОП» | 21                          |  |
| Партія «Громадська сила»                                   | 8                           |  |
| Партія Блок Петра Порошенка «Солідарність»                 | 6                           |  |
| Політична партія «Об'єднання „Самопоміч“»                  | 5                           |  |

#### За округами
| № округу                                                   | Прізвище, ім'я, по батькові            | Дата нар.  | Освіта              | Партійна приналежність | Відомості |
| ---------------------------------------------------------- | -------------------------------------- | ---------- | ------------------- | ---------------------- | --- |
| Політична Партія «Опозиційний блок»                        |                                        |            |                     |                        | |
| пк                                                         | Вілкул Олександр Юрійович              | 24.05.1974 | вища                | «Опозиційний блок»     | Народний депутат України |
| 43                                                         | Пилипенко Наталія Василівна            | 22.08.1979 | вища                | безпартійна            | Приватне акціонерне товариство «Агра», начальник відділу по оформленню документації для будівництва |
| 51                                                         | Губерт Василь Петрович                 | 02.12.1978 | вища                | «Опозиційний блок»     | Фізична особа-підприємець Дороніна Наталя Юріївна, директор магазину «Будинок шпалер» |
| 52                                                         | Селіванова Людмила Євгенівна           | 07.05.1983 | вища                | «Опозиційний блок»     | Асоціація «РЕГІОНАЛЬНА ПРАВОВА ГРУПА», заступник директора з правових питань |
| 36                                                         | Пустовий Сергій Володимирович          | 11.06.1985 | вища                | «Опозиційний блок»     | Приватний нотаріус Дніпропетровського міського нотаріального округу |
| 56                                                         | Луценко Наталія Олександрівна          | 18.10.1976 | вища                | «Опозиційний блок»     | Асоціація «РЕГІОНАЛЬНА ПРАВОВА ГРУПА», фінансовий директор |
| 8                                                          | Рублівський Вадим Григорович           | 22.07.1970 | вища                | «Опозиційний блок»     | Товариство з обмеженою відповідальністю «Акваторія Д», заступник директора |
| 39                                                         | Григорук Олег Романович                | 20.04.1978 | вища                | «Опозиційний блок»     | Приватний підприємець |
| 40                                                         | Турчин Олександр Леонідович            | 12.05.1971 | вища                | «Опозиційний блок»     | Приватний підприємець |
| 34                                                         | Каптєлова Тетяна Леонідівна            | 06.11.1965 | вища                | безпартійна            | Відокремлений підрозділ Поліклініки ПУБЛІЧНОГО АКЦІОНЕРНОГО ТОВАРИСТВА «ІНТЕРПАЙП НИЖНЬОДНПРОВСЬКИЙ ТРУБОПРОКАТНИЙ ЗАВОД», головний лікар                                                                      |
| 27                                                         | Нікітін Сергій Михайлович              | 14.06.1982 | вища                | «Опозиційний блок»     | Дніпропетровськаміська рада, заступник начальника управління корпоративних прав Департаменту корпоративних прав та правового забезпечення                                                                      |
| 37                                                         | Безуглий Дмитро Георгійович            | 16.10.1977 | вища                | «Опозиційний блок»     | Дніпропетровська обласна рада, заступник голови по виконавчому апарату |
| 23                                                         | Пилипенко Анжеліка Анатоліївна         | 06.02.1970 | вища                | безпартійна            | Університет митної справи та фінансів, доцент кафедри цивільно-правових дисциплін |
| 60                                                         | Глікман Михайло Миколайович            | 05.07.1984 | вища                | «Опозиційний блок»     | тимчасово не працює |
| 64                                                         | Суханов Сергій Анатолійович            | 13.10.1976 | вища                | «Опозиційний блок»     | тимчасово не працює |
| 48                                                         | Демідова Наталія Михайлівна            | 09.10.1966 | вища                | «Опозиційний блок»     | Комунальний заклад "Дитячий протитуберкульозний санаторій № 5"Дніпропетровської обласної ради, головний лікар                                                                                                  |
| 33                                                         | Сергєєв Вячеслав Сергійович            | 29.10.1979 | вища                | «Опозиційний блок»     | Дніпропетровський національний університет ім. О.Гончара, завідувач кафедри міжнародних відносин |
| 32                                                         | Гивель Ярослав Орестович               | 03.01.1978 | вища                | «Опозиційний блок»     | Товариство з обмеженою відповідальністю «Інститут стратегічних досліджень», заступник директора з економічних питань                                                                                           |
| 30                                                         | Ікол Володимир Григорович              | 15.06.1965 | вища                | «Опозиційний блок»     | Приватне підприємство «ПАРИТЕТ-СП», консультант по економічним питанням |
| 58                                                         | Царенко Микола Григорович              | 15.07.1953 | вища                | «Опозиційний блок»     | Приватне акціонерне товариство "Девелоперська компанія «Пантеон», голова Наглядової ради |
| 59                                                         | Начар'ян Наталія Олександрівна         | 01.09.1972 | вища                | «Опозиційний блок»     | Дніпропетровська міська рада, начальник відділу по організації контролю виконання рішень міської ради та її органів департаменту забезпечення діяльності міської ради — апарату Дніпропетровської міської ради |
| 14                                                         | Стєпанян Олена Олександрівна           | 11.11.1977 | вища                | «Опозиційний блок»     | Державне підприємство «НДТІ», директор |
| 46                                                         | Сирота Олександр Володимирович         | 19.06.1957 | вища                | безпартійний           | Приватне акціонерне товариство «АКТА», директор |
| 5                                                          | Вишневецький Руслан Юрійович           | 14.12.1977 | вища                | «Опозиційний блок»     | Дніпропетровська філія Державної продовольчої зернової корпорації України, директор Кальчицького елеватора |
| 45                                                         | Яровий Віктор Володимирович            | 27.05.1947 | загальна середня    | «Опозиційний блок»     | Державне підприємство «Виробниче об'єднання Південний машинобудівний завод ім. О. М. Макарова», провідний спеціаліст цеху трубопроводів                                                                        |
| ПОЛІТИЧНА ПАРТІЯ «УКРАЇНСЬКЕ ОБ'ЄДНАННЯ ПАТРІОТІВ — УКРОП» |                                        |            |                     |                        | |
| пк                                                         | Філатов Борис Альбертович              | 07.03.1972 | вища                | «УКРОП»                | Верховна Рада України, народний депутат України |
| 29                                                         | Староскольцева Анастасія Олександрівна | 30.04.1982 | вища                | безпартійна            | Приватне підприємство ТРК «Регіон», виконавчий директор |
| 11                                                         | Черкаський Олександр Валерійович       | 03.01.1970 | професійно-технічна | безпартійний           | Полк патрульної служби міліції особливого призначення «Дніпро-1», міліціонер |
| 18                                                         | Кривошеєв Євген Валерійович            | 16.04.1986 | вища                | безпартійний           | фізична особа-підприємець |
| 26                                                         | Санжара Олександр Олександрович        | 16.01.1980 | вища                | «УКРОП»                | Апарат Верховної Ради України, помічник-консультант народного депутата України |
| 24                                                         | Глядчишин Геннадій Вікторович          | 01.07.1962 | вища                | безпартійний           | фізична особа-підприємець |
| 21                                                         | Гельфер Григорій Аркадійович           | 26.05.1954 | вища                | безпартійний           | Комунальний заклад культури «Дніпропетровський міський театр КВН ДГУ», директор-художній керівник |
| 28                                                         | Федоренко Володимир Володимирович      | 02.03.1977 | вища                | безпартійний           | Товариство з обмеженою відповідальністю «СК Конюшенко», заступник директора |
| 22                                                         | Тупиця Олег Леонідович                 | 08.10.1960 | вища                | безпартійний           | Дніпропетровський національний університет ім. Олеся Гончара, професор кафедри політології, голова профкому |
| 20                                                         | Дмитрова Юлія Сергіївна                | 28.07.1986 | вища                | безпартійна            | Громадська організація «Сила Дніпра», керівник |
| 56                                                         | Лисенко Михайло Олександрович          | 06.09.1977 | вища                | безпартійний           | Управління житлового господарства Дніпропетровської міської ради, начальник |
| 42                                                         | Маковцев Ігор Ігорович                 | 18.06.1983 | вища                | безпартійний           | Дніпропетровський коледж транспортної інфраструктури, викладач спецдисциплін |
| 23                                                         | Погребов Дмитро Вадимович              | 24.01.1971 | вища                | безпартійний           | Спільне підприємство з іноземними інвестиціями у формі товариства з обмеженою відповідальністю «Мефферт Ганза Фарбен», президент                                                                               |
| 31                                                         | Максюта Олег Миколайович               | 23.07.1970 | професійно-технічна | безпартійний           | фізична особа-підприємець |
| 27                                                         | Буря Катерина Миколаївна               | 07.04.1986 | вища                | безпартійна            | Департамент корпоративних прав та правового забезпечення Дніпропетровської міської ради, заступник директора департаменту — начальник управління правового забезпечення                                        |
| 55                                                         | Слободянюк Микола Валерійович          | 06.12.1976 | вища                | безпартійний           | фізична особа-підприємець |
| 41                                                         | Дитятковська Євгенія Михайлівна        | 25.02.1954 | вища                | безпартійна            | Комунальний заклад «Клінічне об'єднання швидкої медичної допомоги» Дніпропетровської обласної ради, завідувач алергологічним відділенням                                                                       |
| 39                                                         | Альошкін Юрій Анатолійович             | 22.11.1979 | вища                | безпартійний           | Концерн «СоюзЕнерго», заступник директора відділу енергетичного і нестандартного обладнання |
| 25                                                         | Павлов Артем Григорович                | 29.11.1984 | вища                | безпартійний           | Департамент корпоративних прав та правового забезпечення Дніпропетровської міської ради, заступник директора                                                                                                   |
| 12                                                         | Панченко Володимир Григорович          | 24.07.1962 | вища                | безпартійний           | Громадська організація «Інститут економічних і суспільних досліджень ім. Олександра Поля», директор |
| 15                                                         | Головаха Павло Володимирович           | 31.10.1976 | вища                | безпартійний           | тимчасово не працює |
| Партія «Громадська сила»                                   |                                        |            |                     |                        | |
| пк                                                         | Краснов Загід Геннадійович             | 24.10.1965 | вища                | безпартійний           | Публічне акціонерне товариство «Дніпропетровський стрілочний завод», голова Наглядової Ради |
| 10                                                         | Краснов Руслан Загідович               | 16.05.1994 | загальна середня    | безпартійний           | Київський національний університет ім. Т. Г. Шевченко, студент |
| 54                                                         | Збарська Катерина Юріївна              | 05.05.1984 | вища                | «Громадська сила»      | Товариство з обмеженою відповідальністю «ЛЕКИ», економіст |
| 9                                                          | Ельдаров Абдула Ісаєвич                | 29.03.1966 | вища                | «Громадська сила»      | Фізична особа-підприємець |
| 17                                                         | Лаппо Ігор Миколайович                 | 28.04.1981 | вища                | безпартійний           | Українсько-Польське Товариство з обмеженою відповідальністю «ПЕТ», директор |
| 25                                                         | Яцук Владислав Миколайович             | 08.01.1983 | вища                | безпартійний           | Дніпропетровська обласна державна адміністрація, заступник директора департаменту фізичної культури і спорту, сім'ї та молоді                                                                                  |
| 3                                                          | Кушнір Станіслав Васильович            | 31.01.1977 | вища                | безпартійний           | Фізична особа-підприємець |
| ПАРТІЯ "БЛОК ПЕТРА ПОРОШЕНКА «СОЛІДАРНІСТЬ»                |                                        |            |                     |                        | |
| пк                                                         | Примаков Каміль Юрійович               | 01.02.1986 | вища                | БПП «Солідарність»     | Національний Олімпійський Комітет України в Дніпропетровській області, віце-президент |
| 4                                                          | Гороховський Михайло Семенович         | 25.09.1965 | вища                | безпартійний           | ТОВ «ЯНГО», директор |
| 59                                                         | Хозін Дмитро Сергійович                | 07.09.1985 | вища                | БПП «Солідарність»     | Фізична особа-підприємець |
| 58                                                         | Маринчук Северин Георгійович           | 29.05.1986 | вища                | безпартійний           | ТОВ «Евроконтакт», директор |
| 60                                                         | Шикуленко Олександр Віталійович        | 26.08.1961 | вища                | БПП «Солідарність»     | ПП "Юридична компанія «Терра», директор |
| 31                                                         | Кучугура Максим Васильович             | 30.07.1975 | вища                | безпартійний           | ТОВ «Реалф Інвест», комерційний директор |
| Політична партія "Об'єднання «САМОПОМІЧ»                   |                                        |            |                     |                        | |
| пк                                                         | Хмельников Артем Олександрович         | 20.01.1981 | вища                | «Самопоміч»            | Дніпропетровська філія Вищого навчального закладу міжнародний університет розвитку людини «Україна», старший викладач кафедри психології та гуманітарних дисциплін                                             |
| 45                                                         | Лигін Олександр Павлович               | 23.09.1979 | вища                | «Самопоміч»            | Товариство з обмеженою відповідальністю "Рекламна виробнича агенція «Промоцентр», директор |
| 22                                                         | Мішалов Вячеслав Дмитрович             | 24.09.1985 | загальна середня    | безпартійний           | Фізична особа-підприємець |
| 32                                                         | Купрієнко Олександр Юрійович           | 17.07.1989 | вища                | безпартійний           | Фізична особа-підприємець |
| 44                                                         | Акуленко Юрій Володимирович            | 11.01.1974 | вища                | «Самопоміч»            | Товариство з обмеженою відповідальністю «Стальконструкція−110», керівник проекту |

#### За фракціями (станом на січень 2017р.)[7]
| Депутатська фракція                       | Кількість депутатів | Голова фракції                 |
| ----------------------------------------- | ------------------- | ------------------------------ |
| Депутатська група "За Дніпропетровськ"    | 9                   | Безуглий Дмитро Георгійович    |
| «ОПОЗИЦІЙНИЙ БЛОК»                        | 16                  | Начар'ян Наталія Олександрівна |
| «Українське Об'єднання патріотів — УКРОП» | 18                  | Глядчишин Геннадій Вікторович  |
| «Громадська сила»                         | 7                   | Краснов Загід Геннадійович     |
| «Об'єднання „Самопоміч“»                  | 5                   | Хмельников Артем Олександрович |
| «Солідарність»                            | 6                   | Примаков Каміль Юрійович       |

#### За фракціями (станом на травень 2018р.)[8]
| Депутатська фракція                       | Кількість депутатів | Голова фракції                 |
| ----------------------------------------- | ------------------- | ------------------------------ |
| «Українське Об'єднання патріотів — УКРОП» | 20                  | Глядчишин Геннадій Вікторович  |
| «ОПОЗИЦІЙНИЙ БЛОК»                        | 8                   | Начар'ян Наталія Олександрівна |
| «Наш край»                                | 8                   | Пустовий Сергій Володимирович  |
| Позафракційні депутати                    | 7                   | -                              |
| «Громадська сила»                         | 6                   | Краснов Загід Геннадійович     |
| «Солідарність»                            | 6                   | Примаков Каміль Юрійович       |
| «За життя»                                | 6                   | Нікітін Сергій Михайлович      |
| «Об'єднання „Самопоміч“»                  | 3                   | Акуленко Юрій Володимирович    |

### Склад міської ради 2010—2015 років
Партійний склад після виборів 31.10.2010 р.:
- Партія регіонів — 89 депутатів;
- Фронт Змін (партія екс-спікера Верховної Ради А. Яценюка) — 8 депутатів;
- Батьківщина (партія екс-прем'єрки України Ю. Тимошенко) — 8 депутатів;
- Комуністична партія України — 6 депутатів;
- Україна майбутнього (партія С. Олійника) — 4 депутати;
- Народна партія (Партія голови Верховної Ради України В. Литвина) — 3 депутати;
- Позафракційні — 2 депутати.

Таким чином, представники провладних партій — «Партії регіонів» і її сателітів — отримали 104 місця в міськраді з 120 + посаду мера (І. Куліченко)
| Фракція          | Кількість депутатів | Керівник        | Фракція                     | Кількість депутатів | Керівник       |
| ---------------- | ------------------- | --------------- | --------------------------- | ------------------- | -------------- |
| ВО «Батьківщина» | 8                   | Курячий М. П.   | Сильна Україна              | 13                  | Жадан Є. В.    |
| Партія регіонів  | 78                  | Романенко М. В. | Україна майбутнього         | 4                   | Жуков С. В.    |
| Фронт Змін       | 8                   | Павелко А. В.   | Комуністична партія України | 6                   | Воробйов С. Г. |

#### За округами
| № округу                                                | Прізвище, ім'я, по батькові       | Дата визнання обраним | Освіта  | Партійна приналежність | Відомості про обраного депутата |
| ------------------------------------------------------- | --------------------------------- | --------------------- | ------- | ---------------------- | --- |
| Комуністична партія України                             |                                   |                       |         |                        | |
| б/м                                                     | Воробйов Сергій Георгійович       | 05.11.2010            | вища    | КПУ                    | приватний підприємець |
| б/м                                                     | Водяний Микола Миколайович        | 05.11.2010            | вища    | КПУ                    | Верховна Рада України, помічник-консультант народного депутата України |
| б/м                                                     | Фанигін Юрій Юрійович             | 05.11.2010            | вища    | КПУ                    | Дніпропетровська обласна профспілка працівників іноваційних і малих підприємств, заступник голови                                                                                               |
| б/м                                                     | Руденко Олександр Олександрович   | 05.11.2010            | вища    | КПУ                    | Південний машинобудівний завод, провідний інженер — випробувальник |
| б/м                                                     | Серженко Віктор Миколайович       | 05.11.2010            | вища    | КПУ                    | ЗАТ «Элста», майстер |
| 17                                                      | Убогов Валерій Леонідович         | 05.11.2010            | середня | КПУ                    | управління справами Апарату Верховної Ради України, помічник-консультант народного депутата України                                                                                             |
| Народна Партія                                          |                                   |                       |         |                        | |
| 22                                                      | Гетьман Вадим Анатолійович        | 05.11.2010            | вища    | Народна партія         | Державне управління охорони навколишнього середовища України в Дніпропетровській області, заступник начальника управління                                                                       |
| 23                                                      | Явтушенко Валерій Олександрович   | 05.11.2010            | вища    | Народна партія         | Дніпропетровська міська рада, управління майном колишнього смт. Таромське, начальник управління                                                                                                 |
| 35                                                      | Галаган Олександр Васильович      | 05.11.2010            | вища    | Народна партія         | Дніпропетровська міська організація роботодавців, голова |
| Партія регіонів                                         |                                   |                       |         |                        | |
| б/м                                                     | Ус Станіслав Іванович             | 05.11.2010            | вища    | Партія регіонів        | Державне підприємство "КБ «Південне», головний конструктор напрямку |
| б/м                                                     | Зайцева Ірина Георгіївна          | 05.11.2010            | вища    | Партія регіонів        | Дніпропетровська міська рада, заступник міського голови |
| б/м                                                     | Морозенко Євгеній Вадимович       | 05.11.2010            | вища    | Партія регіонів        | ВАТ «Дніпропетровський агрегатний завод», голова правління |
| б/м                                                     | Остренко Сергій Андрійович        | 05.11.2010            | вища    | Партія регіонів        | Обласний комунальний заклад «Дніпропетровський центр соціально-психологічної допомоги», директор                                                                                                |
| б/м                                                     | Македонський Ігор Олександрович   | 05.11.2010            | вища    | Партія регіонів        | Комунальний заклад Дитяча міська клінічна лікарня № 3, головний лікар |
| б/м                                                     | Безуглий Дмитро Георгійович       | 05.11.2010            | вища    | Партія регіонів        | Дніпропетровська міська рада, секретар |
| б/м                                                     | Гивель Ярослав Орестович          | 05.11.2010            | вища    | Партія регіонів        | ТОВ «МЕТІНВЕСТ ХОЛДИНГ», асистент директора гірничорудного дивізіону |
| б/м                                                     | Царьов Іван Анатолійович          | 05.11.2010            | вища    | Партія регіонів        | ВАТ «АВТЕКС», головний інженер |
| б/м                                                     | Романенко Максим Володимирович    | 05.11.2010            | вища    | Партія регіонів        | дочірнє підприємство «Юринформ Плюс», директор |
| б/м                                                     | Туршин Сергій Анатолійович        | 05.11.2010            | вища    | Партія регіонів        | ТОВ «Меркурій», експерт |
| б/м                                                     | Ступак Лідія Петрівна             | 05.11.2010            | середня | Партія регіонів        | приватний підприємець |
| б/м                                                     | Гуфман Геннадій Леонідович        | 05.11.2010            | вища    | Партія регіонів        | комунальне підприємство «Бюро обліку майнових прав та діяльності з нерухомістю» Дніпропетровської міської ради, директор                                                                        |
| б/м                                                     | Цурканов Андрій Геннадійович      | 05.11.2010            | вища    | Партія регіонів        | суспільно-політичний щотижневик «Кур'єр», головний редактор |
| б/м                                                     | Миронова Лариса Геннадіївна       | 05.11.2010            | вища    | Партія регіонів        | Дніпропетровський державний аграрний університет, проректор |
| б/м                                                     | Левкін Олександр Якович           | 05.11.2010            | вища    | Партія регіонів        | пенсіонер |
| б/м                                                     | Середа Наталія Вікторівна         | 05.11.2010            | вища    | Партія регіонів        | Дніпропетровська обласна рада, начальник відділу з питань правового забезпечення, корпоративних прав та відносин власності                                                                      |
| б/м                                                     | Луценко Наталія Олександрівна     | 05.11.2010            | вища    | Партія регіонів        | Міське комунальне виробниче підприємство «Дніпроводоканал», заступник начальника |
| б/м                                                     | Камінський Андрій Володимирович   | 05.11.2010            | вища    | Партія регіонів        | Державне підприємство «Промислово-металургійний консалтинг», директор |
| б/м                                                     | Орел Костянтин Євгенович          | 05.11.2010            | вища    | Партія регіонів        | комунальне підприємство «Аульский водовід» Дніпропетровської обласної ради, генеральний директор                                                                                                |
| б/м                                                     | Ніколаєв Сергій Євгенович         | 05.11.2010            | вища    | Партія регіонів        | ТОВ спеціалізоване підприємство «Лифтреммонтаж-Дніпро», директор з питань економіки та фінансів                                                                                                 |
| б/м                                                     | Дерновський Ярослав Юрійович      | 05.11.2010            | вища    | Партія регіонів        | ТОВ «Гріль-2», директор |
| б/м                                                     | Загребельний Ільдар Михайлович    | 05.11.2010            | вища    | Партія регіонів        | управління внутрішньої політики Дніпропетровської міської ради, начальник відділу |
| б/м                                                     | Собко Олександр Миколайович       | 05.11.2010            | вища    | Партія регіонів        | ТОВ «Константа», директор |
| б/м                                                     | Начар'ян Наталія Олександрівна    | 05.11.2010            | вища    | Партія регіонів        | ТОВ «Мегаполіс», генеральний директор |
| б/м                                                     | Горгуль Сергій Іванович           | 05.11.2010            | вища    | Партія регіонів        | Комунальне підприємство «Агропроекттехбуд» Дніпропетровської обласної ради, в.о. директора |
| б/м                                                     | Яцуба Андрій Володимирович        | 05.11.2010            | вища    | Партія регіонів        | ВАТ «Дніпропетровський агрегатний завод», головний інженер |
| б/м                                                     | Шипко Олександр Федорович         | 05.11.2010            | вища    | Партія регіонів        | головне управління земельних ресурсів у Дніпропетровській області, начальник |
| б/м                                                     | Волошин Віктор Миколайович        | 05.11.2010            | вища    | Партія регіонів        | Дніпропетровське обласне об'єднання ветеранів Афганістану, голова |
| 1                                                       | Цибук Анатолій Михайлович         | 05.11.2010            | вища    | Партія регіонів        | ВАТ «АТП-11228», голова правління |
| 2                                                       | Попов Андрій Вікторович           | 05.11.2010            | вища    | Партія регіонів        | ТОВ «Люк Т К», директор |
| 4                                                       | Вулих Анатолій Юрійович           | 05.11.2010            | вища    | Партія регіонів        | Дніпропетровський металургійний завод ім. Комінтерну, голова правління |
| 5                                                       | Фінкова Олена Петрівна            | 05.11.2010            | вища    | Партія регіонів        | міська клінічна лікарня № 9, головний лікар |
| 6                                                       | Рублівський Вадим Григорович      | 05.11.2010            | вища    | Партія регіонів        | ТОВ «Акваторія-Д», заступник директора |
| 8                                                       | Грачов Вадим Юрійович             | 05.11.2010            | вища    | Партія регіонів        | пенсійний фонд України в Амур-Нижньодніпровському районі, начальник управління |
| 9                                                       | Ярошенко Ігор Олександрович       | 05.11.2010            | вища    | Партія регіонів        | приватний підприємець |
| 10                                                      | Третьяк Віктор Петрович           | 05.11.2010            | вища    | Партія регіонів        | самостійна воєнізована пожежна частина № 18, начальник |
| 12                                                      | Веретенников Андрій Вікторович    | 05.11.2010            | вища    | Партія регіонів        | ВАТ Акціонерна компанія «Комбінат Придніпровський», голова спостережної ради |
| 13                                                      | Бутенко Володимир Анатолійович    | 05.11.2010            | вища    | Партія регіонів        | ВАТ «Дніпропетровське автотранспортне підприємство-11259», голова правління |
| 14                                                      | Палагнюк Євген Артемович          | 05.11.2010            | вища    | Партія регіонів        | ВАТ «Дніпропетровська пересувна механізована колона-246», голова правління |
| 16                                                      | Резнік Олександр Миколайович      | 05.11.2010            | вища    | Партія регіонів        | ВАТ «Дніпропетровське автотранспортне підприємство −11231», голова правління |
| 18                                                      | Тищенко Юрій Григорович           | 05.11.2010            | вища    | Партія регіонів        | Державне підприємство «Придніпровська залізниця», заступник начальника |
| 19                                                      | Мєркова Марія Антонівна           | 05.11.2010            | вища    | Партія регіонів        | Національна акумуляторна корпорація «Іста», віце-президент з питань економіки та фінансів |
| 20                                                      | Григорук Олексій Петрович         | 05.11.2010            | вища    | Партія регіонів        | Державне підприємство «Придніпровська залізниця», головний лікар |
| 21                                                      | Клоченко Василь Семенович         | 05.03.2013            | вища    | Партія регіонів        | Придніпровська ТЕС ПАТ "ДТЕК «Дніпроенерго», головний інженер |
| 24                                                      | Скоромний Максим Михайлович       | 05.11.2010            | вища    | Партія регіонів        | ТОВ «Ліфтреммонтаж-Дніпро», директор |
| 25                                                      | Гризун Сергій Іванович            | 05.11.2010            | вища    | Партія регіонів        | ВАТ «СІТЕК», директор |
| 26                                                      | Чебанов Костянтин Олегович        | 05.11.2010            | вища    | Партія регіонів        | Багатопрофільна клінічна лікарня № 4, головний лікар |
| 27                                                      | Бірюк Андрій Миколайович          | 05.11.2010            | вища    | Партія регіонів        | приватний підприємець |
| 28                                                      | Марчук Олег Миколайович           | 05.11.2010            | вища    | Партія регіонів        | ТОВ «Укренергомаш-стандарт», директор |
| 29                                                      | Вишнякова Ганна Іванівна          | 05.11.2010            | вища    | Партія регіонів        | ВАТ «Дніпропетровський трубний завод», заступник директора |
| 30                                                      | Дорошенко Олександр Іванович      | 05.11.2010            | вища    | Партія регіонів        | Департамент споживчого ринку і сфери послуг Дніпропетровської міської ради, заступник Дніпропетровського міського голови, Директор департаменту                                                 |
| 31                                                      | Турчин Ігор Володимирович         | 05.11.2010            | вища    | Партія регіонів        | Дніпропетровська міська спілка «Союз Чорнобиль Україна», голова |
| 32                                                      | Долгов Сергій Юрійович            | 05.11.2010            | вища    | Партія регіонів        | ВАТ «Дніпротяжмаш», заступник голови |
| 33                                                      | Карпова Наталія Миколаївна        | 05.11.2010            | вища    | Партія регіонів        | міська клінічна лікарня № 7, головний лікар |
| 34                                                      | Тоцька Надія Іванівна             | 05.11.2010            | вища    | Партія регіонів        | комунальне підприємство «Спорт-Дніпро» Дніпропетровської міської ради, директор |
| 36                                                      | Дідик Іван Степанович             | 05.11.2010            | вища    | Партія регіонів        | Державне підприємство «Південний машинобудівний завод ім. Макарова», начальник управління |
| 37                                                      | Яковенко Володимир Іванович       | 05.11.2010            | вища    | Партія регіонів        | спеціалізована медико-санітарна частина № 6, начальник |
| 38                                                      | Карпенко Сергій Русланович        | 05.11.2010            | вища    | Партія регіонів        | благодійний фонд сприяння розвитку творчих ініціатив М. Святого Сергія Радоніжського, президент                                                                                                 |
| 39                                                      | Демідова Наталія Михайлівна       | 05.11.2010            | вища    | Партія регіонів        | Дніпропетровський дитячий противотуберкульозний санаторій № 5, головний лікар |
| 40                                                      | Гребенюк Тетяна Валеріївна        | 05.11.2010            | вища    | Партія регіонів        | будівельно-монтажне експлуатаційне підприємство 1 Державного підприємства «Придніпровська залізниця», керівник самодіяльного колективу                                                          |
| 41                                                      | Турчин Олександр Леонідович       | 05.11.2010            | вища    | Партія регіонів        | акціонерне товариство закритого типу "Науково-виробниче об'єднання «Созідатель», голова правління                                                                                               |
| 42                                                      | Момот Віталій Олександрович       | 05.11.2010            | вища    | Партія регіонів        | філія Український державний центр транспортного сервісу «Ліски» на Придніпровській залізниці, перший заступник директора                                                                        |
| 43                                                      | Єпіфанцева Світлана Володимирівна | 05.11.2010            | вища    | Партія регіонів        | фонд підтримки та розвитку Кіровського району «Відродження», виконавчий директор |
| 44                                                      | Міносян Яків Петрович             | 05.11.2010            | вища    | Партія регіонів        | ТОВ «Механіка», генеральний директор |
| 45                                                      | Рудкевич Інна Володимирівна       | 05.11.2010            | вища    | Партія регіонів        | Донецький державний університет управління, докторант |
| 46                                                      | Левчинський Дмитро Львович        | 05.11.2010            | вища    | Партія регіонів        | ТОВ спільне підприємство «Геолсервіс», директор |
| 47                                                      | Батюков Олег Анатолійович         | 05.11.2010            | вища    | Партія регіонів        | приватний підприємець |
| 48                                                      | Хуторськой Борислав Михайлович    | 05.11.2010            | вища    | Партія регіонів        | ТОВ «Сфера-плюс», директор |
| 49                                                      | Сакал Олександр Леонідович        | 05.11.2010            | вища    | Партія регіонів        | приватне підприємство «НВК-93», директор |
| 51                                                      | Трубей Вячеслав Григорович        | 05.11.2010            | вища    | позапартійний          | головне управління МНС України в Дніпропетровській області, начальник відділу нормативно-технічної роботи                                                                                       |
| 52                                                      | Бєляєв Олександр Михайлович       | 05.11.2010            | вища    | Партія регіонів        | ТОВ «Санпласт», директор |
| 53                                                      | Поляков Микола Вікторович         | 05.11.2010            | вища    | Партія регіонів        | Дніпропетровський національний університет ім. О. Гончара, ректор |
| 54                                                      | Гололобова Оксана Олексіївна      | 27.05.2013            | вища    | Партія регіонів        | Дніпропетровський національний університет залізничного транспорту, аспірант |
| 55                                                      | Величко Олександр Григорович      | 05.11.2010            | вища    | Партія регіонів        | Національна металургійна академія України, ректор |
| 56                                                      | Дзяк Георгій Вікторович           | 05.11.2010            | вища    | Партія регіонів        | Дніпропетровська державна медична академія, ректор |
| 58                                                      | Левчук Леонід Олександрович       | 05.11.2010            | вища    | Партія регіонів        | Жовтнева районна рада у м. Дніпропетровську, заступник голови ради з питань діяльності виконавчих органів — завідувач відділу освіти                                                            |
| 59                                                      | Кійко Альвіна Іванівна            | 05.11.2010            | вища    | Партія регіонів        | приватне підприємство «Ювента», директор |
| 60                                                      | Пилипенко Анжеліка Анатоліївна    | 05.11.2010            | вища    | Партія регіонів        | Академія митної служби України, аспірант |
| Політична партія Всеукраїнське об'єднання «Батьківщина» |                                   |                       |         |                        | |
| б/м                                                     | Булавка Галина Іллівна            | 05.11.2010            | вища    | ВО «Батьківщина»       | тимчасово не працює |
| б/м                                                     | Курячий Максим Павлович           | 05.11.2010            | вища    | ВО «Батьківщина»       | управління справами Апарату Верховної Ради України, помічник-консультант народного депутата України                                                                                             |
| б/м                                                     | Бочарнікова Олена Василівна       | 05.11.2010            | вища    | ВО «Батьківщина»       | Департамент споживчого ринку і сфери послуг Дніпропетровської міської ради, управління торгівлі, харчової промисловості та сфери послуг, заступник директора департаменту, начальник управління |
| б/м                                                     | Дегтяренко Олена Юріївна          | 05.11.2010            | вища    | ВО «Батьківщина»       | ТОВ "Піар Компанія «Вавілон», директор з прокату |
| б/м                                                     | Жуков Тарас Григорович            | 05.11.2010            | вища    | ВО «Батьківщина»       | ВАТ «Дніпропетровське автотранспортне підприємство 11205», перший заступник голови правління |
| б/м                                                     | Кривошеєв Євген Валерійович       | 05.11.2010            | вища    | ВО «Батьківщина»       | ТОВ «Маджестік», директор |
| б/м                                                     | Багдасарян Едуард Георгійович     | 05.11.2010            | вища    | ВО «Батьківщина»       | приватний підприємець |
| б/м                                                     | Солоха Сергій Олексійович         | 05.11.2010            | вища    | ВО «Батьківщина»       | Державне підприємство «Дніпропетровськ автотранссервис», директор |
| Політична партія «Сильна Україна»                       |                                   |                       |         |                        | |
| б/м                                                     | Жадан Євгеній Володимирович       | 05.11.2010            | вища    | «Сильна Україна»       | ВАТ «Дніпрополімермаш», заступник генерального директора |
| б/м                                                     | Васильєв Борис Юрійович           | 05.11.2010            | вища    | «Сильна Україна»       | підприємство "ТРК «СТЕРХ», головний редактор |
| б/м                                                     | Петровська Аліна Володимирівна    | 05.11.2010            | вища    | «Сильна Україна»       | Дніпропетровський національний університет ім. О. Гончара, студентка |
| б/м                                                     | Щербатов Дмитро Олексійович       | 05.11.2010            | вища    | «Сильна Україна»       | земельне управління Дніпропетровської міської ради, заступник начальника |
| б/м                                                     | Кравець Ірина Володимирівна       | 05.11.2010            | вища    | «Сильна Україна»       | ТОВ «Гранд Імпекс», генеральний директор |
| б/м                                                     | Вишневський Віктор Олександрович  | 05.11.2010            | вища    | «Сильна Україна»       | «Міська клінічна лікарня № 16», головний лікар |
| б/м                                                     | Здесенко Андрій Валерійович       | 05.11.2010            | вища    | «Сильна Україна»       | корпорація Біосфера, засновник та президент |

### Склад міської ради 2006—2010 років
Партійний склад після виборів 26.03.2006:
- Партія регіонів — 52 депутати;
- Блок Юлії Тимошенко — 19 депутатів
- Блок Лазаренка — 17 депутатів;
- Блок Наталі Вітренко «Народна опозиція» — 10 депутатів
- Наша Україна — Народна самооборона — 8 депутатів
- «Віче» — 7 депутатів
- Комуністична партія України — 7 депутатів

У квітні 2006 р. лідер фракції Блоку Лазаренка Загід Краснов створив на основі своєї фракції, а також фракції Партії регіонів, «КПУ», «Віче», «Народної опозиції» депутатську більшість, через яку також контролював міського голову І. Куліченка до 2010 р. Фракції НСНУ і БЮТ опинились у меншості і в опозиції.
| Фракція             | Кількість депутатів | Керівник               | Фракція                                  | Кількість депутатів | Керівник        | Депутатська група              | Кількість депутатів |
| ------------------- | ------------------- | ---------------------- | ---------------------------------------- | ------------------- | --------------- | ------------------------------ | ------------------- |
| Блок Юлії Тимошенко | 19                  | Тетяна Кривошеєва      | Народний союз «Наша Україна»             | 8                   | Сергій Рибалка  | «Наш дім — Дніпропетровськ»    | 16                  |
| Віче                | 7                   | Яків Константинівський | Соціал-демократи та Республіканці        | 6                   | Інна Рудкевич   | «Згода»                        | 92                  |
| Партія регіонів     | 46                  | Олексій Тішкін         | Блок Наталії Вітренко «Народна опозиція» | 10                  | Дмитро Шибко    | «Перспектива Дніпропетровська» | 20                  |
| «Блок Лазаренка»    | 17                  | Загід Краснов          | Комуністична партія України              | 7                   | Сергій Воробйов |                                |                     |

### За округами
| № округу | Прізвище, ім'я, по батькові   | Дата визнання обраним | Освіта | Партійна приналежність      | Відомості про обраного депутата                                                                               |
| -------- | ----------------------------- | --------------------- | ------ | --------------------------- | --- |
| 30       | Арутюнов Роберт Рафаелович    | 26.03.2006            | вища   | Блок Юлії Тимошенко         | приватний підприємець                                                                                         |
| б/м      | Багдасарян Едуард Георгійович | 26.03.2006            | вища   | Блок Юлії Тимошенко         | приватний підприємець                                                                                         |
| 47       | Батюков Олег Анатолійович     | 26.03.2006            | вища   | "Наш дом - Дніпропетровськ" | приватний підприємець                                                                                         |
| б/м      | Безуглий Дмитро Георгійович   | 26.03.2006            | вища   | безпартійний                | Дніпропетровська обласна рада, заступник голови по виконавчому апарату-начальник відділу внутрішньої політики |
| б/м      | Бєляєв Олександр Михайлович   | 26.03.2006            | вища   | безпартійний                | ТОВ "Санпласт", директор                                                                                      |
| 27       | Бірюк Андрій Миколайович      | 26.03.2006            |        |                             | Адвокат |
| б/м      | Бочарнікова Олена Василівна   | 26.03.2006            |        |                             | Директор департаменту споживчого ринку та сфери послуг Дніпропетровської міської ради                         |